# Уршак (городской округ город Уфа)
Уршак (баш. Өршәк) — посёлок станции в составе городского округа город Уфа, находящийся в Искинском сельсовете, подчинённом Кировскому району.

## География
С противоположной стороны расположено Мокроусово.

## История
В составе Искинского сельсовета вошёл в подчинение города Уфы 17 апреля 1992 г. (постановление Совета Министров Республики Башкортостан № 100 «О передаче хозяйств Уфимского района в административные границы г. Уфы, предоставлении земель для коллективного садоводства и индивидуального жилищного строительства» (в ред. от 19.10.1992 № 347).

## Население
| 2002 | 2010 |
| ---- | ---- |
| 80   | ↘57  |

Национальный состав
В 2002 году было 80 жителей (50 % русские).

## Транспорт
В посёлке расположена железнодорожная станция Уршак
Посёлок с запада обходит автодорога Р-240 Уфа — Оренбург.

## Улицы
- Ул. станции Уршак;